# 水體

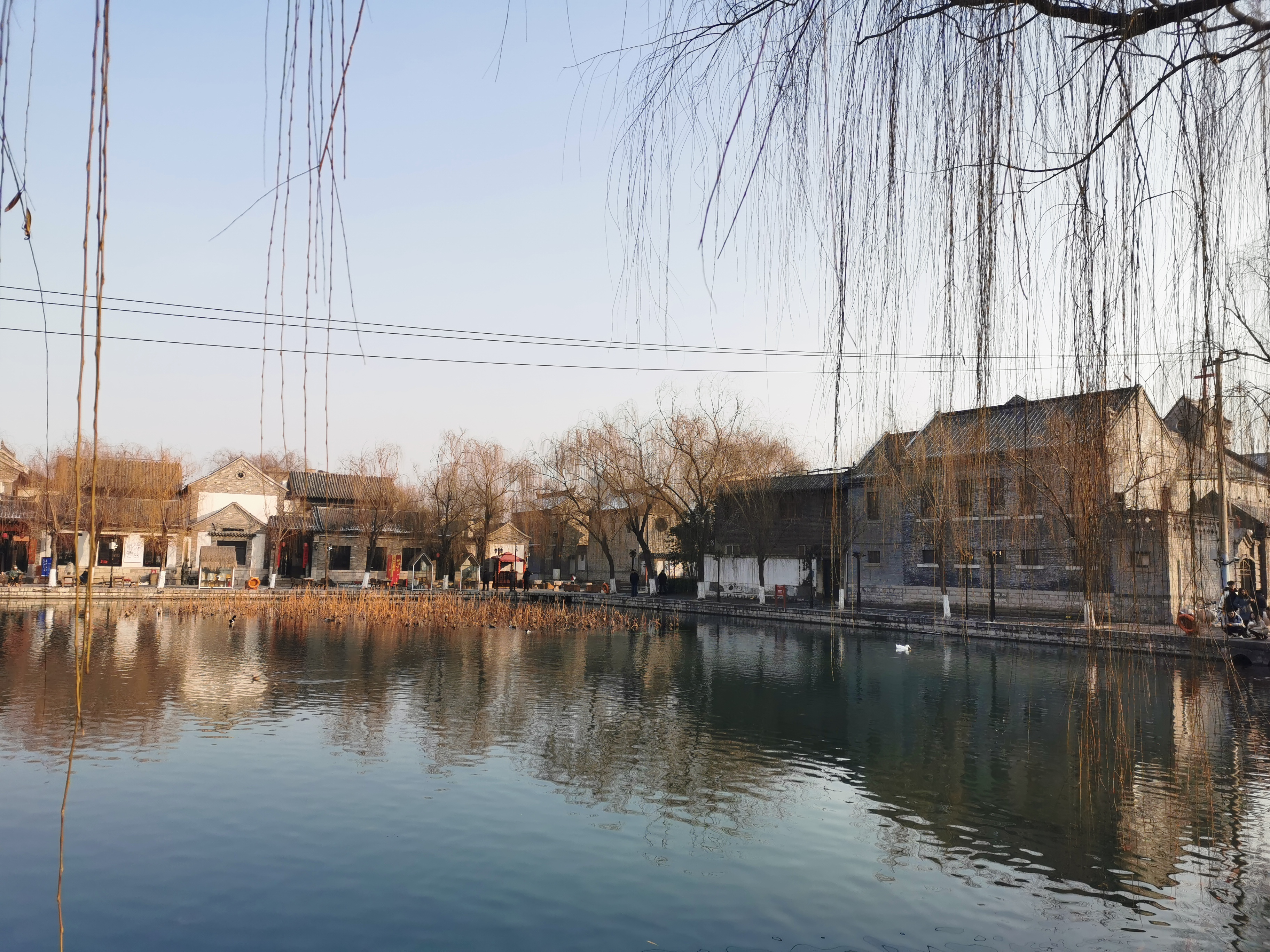
濟南市百花洲，一個典型的城市內池塘

水體（英語：或）是一個譯自英文的外來詞，指各種明顯具水的累積之處；通常位於地表或其他星球。水體一詞，通常指的是較多水所累積之處，例如河海湖泊等，但也可指含水較少的地方，如池塘溪澗等。除了自然的水體，也可能有人工的水體，例如：水庫。

## 主要分布
| 水體       | 排名 | 備註                                             |
| ---------- | ---- | ------------------------------------------------ |
| 海水       | 1    | 含量最大的水體，因鹹度過高不宜飲用               |
| 冰山、冰川 | 2    | 含量最大的淡水水體，因處高緯地或高山地，不便使用 |
| 地下水     | 3    | 為主要淡水資源                                   |
| 河流、湖泊 | 4    | 次要淡水資源                                     |

## 種類
注意一些涉及水的地理特徵並不屬於水體，例如瀑布和間歇泉。
- 集水區
- 徑流
- 流域
- 溪流
- 河流
- 運河
- 溫泉
- 湖泊
- 池塘
- 放生池
- 水庫（水塘）
- 河口
- 沼澤
- 潟湖
- 海灣
- 海港（港灣）
- 海峽
- 峽灣
- 海洋